# Liath Macha e Dub Sainglend
Liath Macha ("grigio di Macha") e Dub Sainglend ("nero di Saingliu") erano i cavalli legati al carro dell'eroe mitologico irlandese Cú Chulainn, protagonista del Ciclo dell'Ulster. 
Entrambi i cavalli apparvero a Cú Chulainn dalla fossa di Linn Liaith, situata tra le montagne di Sliab Fuait, doni delle dee sorelle Macha e Mórrígan. L'eroe salta sulle loro groppe ed essi nonostante una galoppata lunga un giorno attraverso L'irlanda non riescono a disarcionarlo e rimangono quindi addomesticati. 
Nel giorno della morte di Cú Chulainn, mentre i suoi nemici si stanno radunando, Liath Macha rifiuta di farsi legare da Láeg, l'auriga di Cú Chulainn, al carro che porterà alla sua ultima battaglia l'eroe. Cede solo al suo padrone, ma versa lacrime di sangue. Viene poi colpito dalla seconda lancia di Lugaid mac Con Roí (la prima aveva ucciso Láeg), contribuendo così al realizzarsi della profezia dei figli di Calatin (i quali avevano garantito a Lugaid mac Con Roí che quel giorno avrebbe ucciso tre re: a posteriori il re degli auriga - Láeg, il re dei cavalli - Liath Macha, il re dei guerrieri - Cú Chulainn). Ferito a morte ritorna a Linn Liaith. A questo punto solo Dub Sainglend traina la biga di Cú Chulainn, ma l'eroe viene infine colpito dalla terza lancia del suo avversario e cade dal carro. Mentre il cavallo della Mórrígan, illeso, fugge via, il cavallo di Macha, pur ferito torna a difendere il suo padrone, uccidendo cinquanta nemici coi denti e altri trenta per ogni zoccolo. 
Sarà ancora Liath Macha a guidare Conall Cernach, futuro vendicatore dell'eroe, verso il cadavere di Cú Chulainn.